# Schlosspark Klessen
Der Schlosspark Klessen ist ein denkmalgeschützter Park im Ortsteil Kleßen der Gemeinde Kleßen-Görne in Brandenburg.

## Lage
Er befindet sich südwestlich vom Schloss Klessen, als dessen Park er angelegt wurde und umfasst eine Fläche von 38 Hektar. Der Park zieht sich nach Südwesten bis zum Kleßener See. Östlich des Parks verläuft die Kleßen mit dem Ortsteil Dickte verbindende Straße. Zum Schloss gehört darüber hinaus noch ein Schlossgarten Klessen, der jedoch eine vom Park gesonderte Grünanlage darstellt.

## Geschichte
Der Park befand sich im Besitz der Adelsfamilie von Bredow, der auch das benachbarte Schloss gehörte. Diese ließ die Grünanlage um 1797 im Stil eines Englischen Landschaftsparks anlegen. Im Park wurden spezielle Bauten wie ein Teepavillon, eine Grotte und ein Aussichtsturm errichtet. Darüber hinaus entstanden Wassergräben. Ein Wegenetz, das vom Schloss in südlicher Richtung in den Park führte, erschloss diesen Bereich. Auch ein kleiner Weinberg wurde angelegt. Nach Ende des Zweiten Weltkriegs wurden die Schloss- und Parkeigentümer enteignet.
Niemand kümmerte sich in der Folgezeit um Erhalt oder Pflege des Bestandes, die Parkanlage verwilderte. Eine in den 1960er Jahren durch den östlichen Teil des Parks geführte Hochspannungsleitung beeinträchtigte darüber hinaus das Erscheinungsbild deutlich. Von der Grotte blieben nur Steinreste und eine Pflasterung. Vom ehemaligen Baumbestand sind jedoch viele alte Bäume wie Eichen, Linden und Rotbuchen erhalten.
Im Jahr 1993 erwarben Berliner Privatiers das stark sanierungsbedürftige Schloss, die später auch das Parkgelände hinzukauften. Sie restaurierten die Gebäude und begannen, die Parkflächen wieder zu bewirtschaften. So wurde im Jahr 2006 die Parkanlage trotz der eingetretenen Veränderungen unter Denkmalschutz gestellt. Es bestehen Pläne, die ursprünglichen Parkstrukturen schrittweise wiederherzustellen.